# Obelia bidentata
Obelia bidentata (dubbelgetande zeedraad) is een hydroïdpoliep uit de familie Campanulariidae. De poliep komt uit het geslacht Obelia. Obelia bidentata werd in 1875 voor het eerst wetenschappelijk beschreven door Clark.

## Beschrijving
Obelia bidentata is een koloniale hydroïdpoliep die bestaat uit rechtopstaande, zigzaggende maar slanke hoofdstelen (stolonen) van ongeveer 15 cm hoog. De kleur is vrijwel kleurloos tot doorschijnend wit. De zijtakken komen paarsgewijs voor, en afwisselend aan weerszijden van de stengel bevinden. De kleine takken zijn delicaat. De hydrotheca, ca. 0,5 mm groot, is lang en knobbelvormig en heeft een karakteristieke rand: het is getand, en de tanden hebben ieder weer twee scherpe punten.

## Verspreiding
Het verspreidingsgebied van Obelia bidentata loopt van de Oostzee en de Noordzee tot West-Afrika, inclusief de Middellandse Zee en Zwarte Zee. Aan de oostkust van Noord-Amerika van Cape Cod tot Florida en de West-Indische eilanden; aan de westkust van Puget Sound tot Zuid-Californië. Deze soort groeit op alles wat hard is, zoals stenen en rotsen, houten palen, wrakken, schelpen en ook vaak op grote wieren. Deze soort komt op verscheidene plaatsten voor langs de gehele Nederlandse Noordzeekust.